# José Chan
José Chan, também conhecido como Chan Kuan Pui (em chinês:  陳焜培; Macau, 1896 — Macau, 1985) foi um arquiteto e projetista macaense, que realizou diversas obras em Macau.

## Biografia
Filho de imigrantes da região de Xinhui, José Chan estudou e formou-se no Seminário de São José e posteriormente foi aluno do arquiteto português Carlos Gonçalves. Em 1919, começou a trabalhar nos Serviços de Obras Públicas, onde passou a exercer as funções de arquiteto-chefe em 1934. Também foi responsável por desenhar um dos brasões de armas de Macau, que foram apresentados ao Ministério das Colónias a 7 de junho de 1934. José Chan projetou o edifício administrativo do Corpo de Bombeiros de Macau em 1923 e o edifício-sede dos Correios de Macau em 1929. Em 1954, projetou o edifício do Complexo Municipal do Mercado de São Lourenço. Outras das suas obras incluem o Pavilhão Octogonal da Biblioteca Pública da Associação Comercial de Macau, o Departamento Policial de Macau do Comissariado Policial n.º 2 do Corpo de Polícia de Segurança Pública, localizado na Avenida do Almirante Lacerda e o edifício da Polícia Judiciária localizado na Rua Central.
Em 2009, o Albergue da Santa Casa da Misericórdia realizou uma exposição fotobiográfica em homenagem a José Chan e outras biografias notórias de Macau.

## Obras

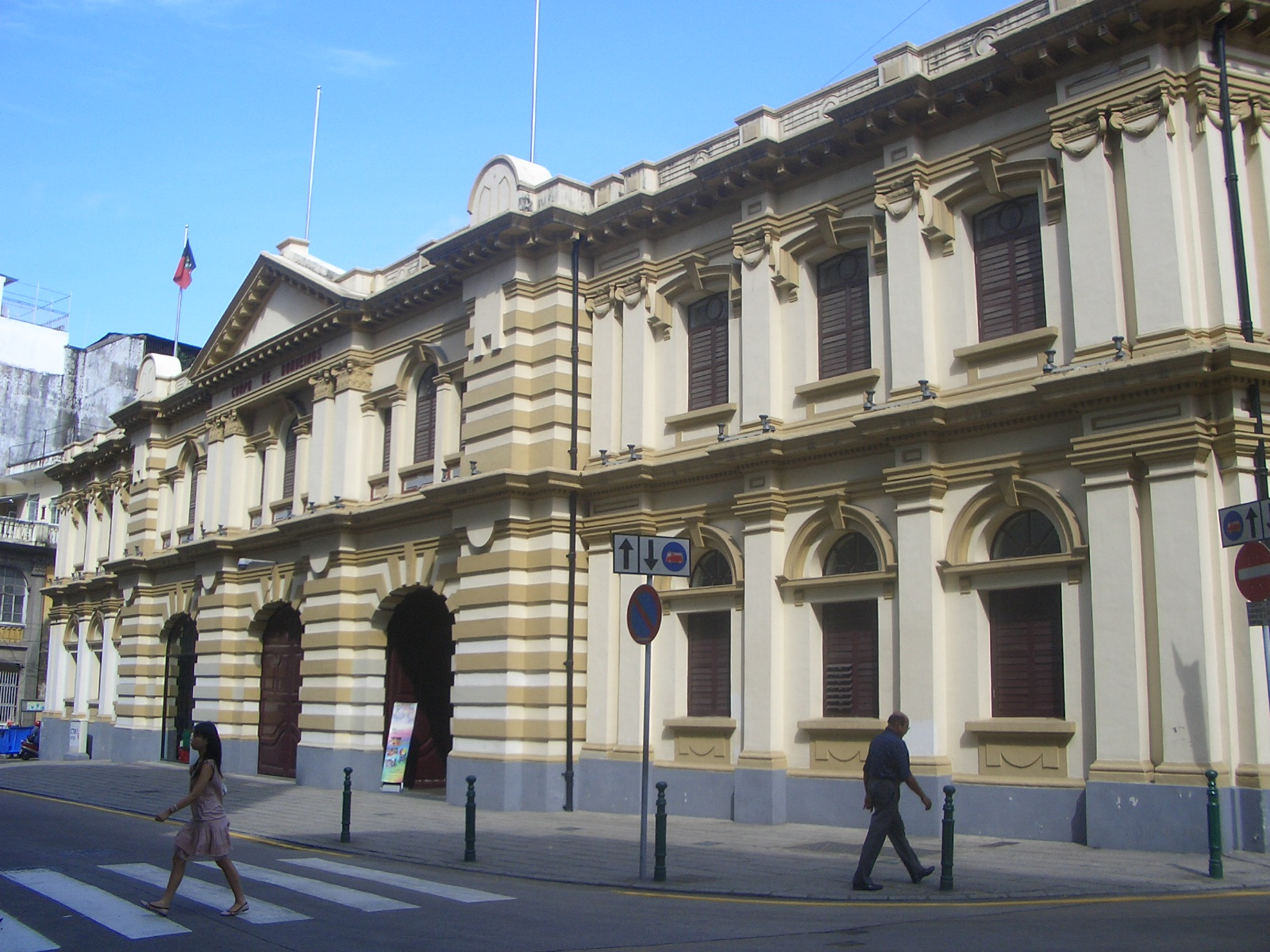
Edifício administrativo do Corpo de Bombeiros de Macau, atualmente parte do Museu dos Bombeiros.
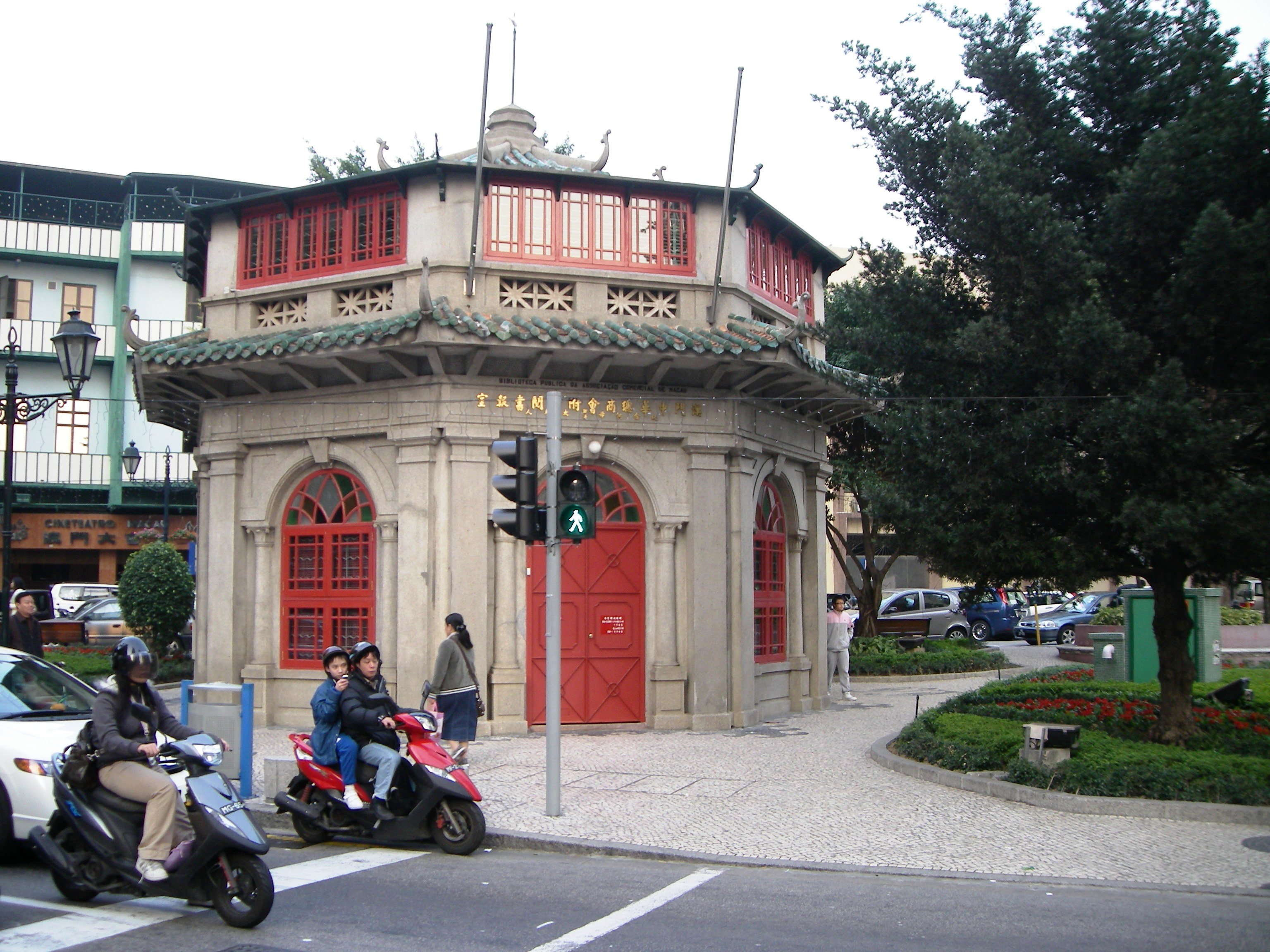
Pavilhão Octogonal da Biblioteca Pública da Associação Comercial de Macau no Jardim de São Francisco.
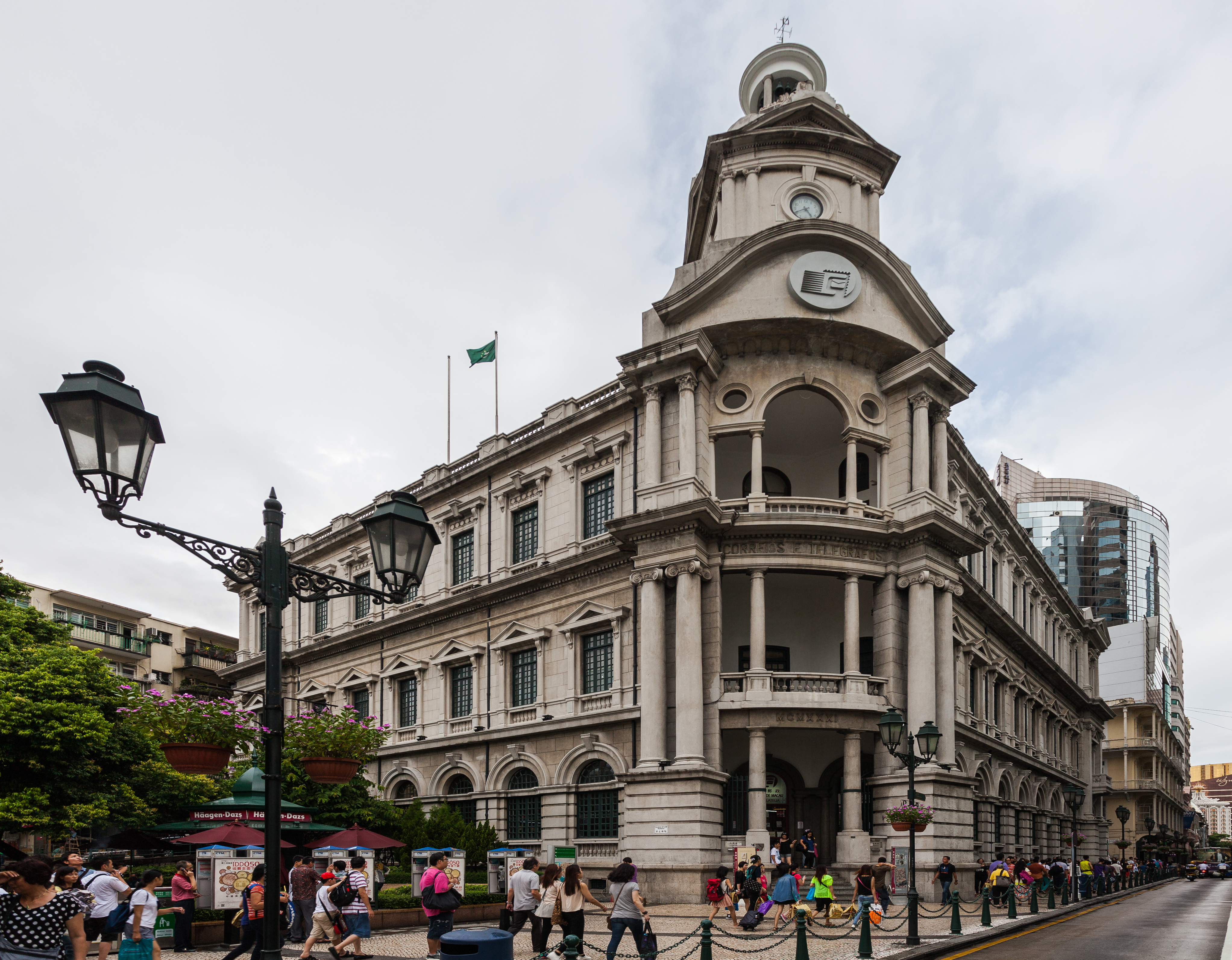
Edifício-sede dos Correios de Macau.
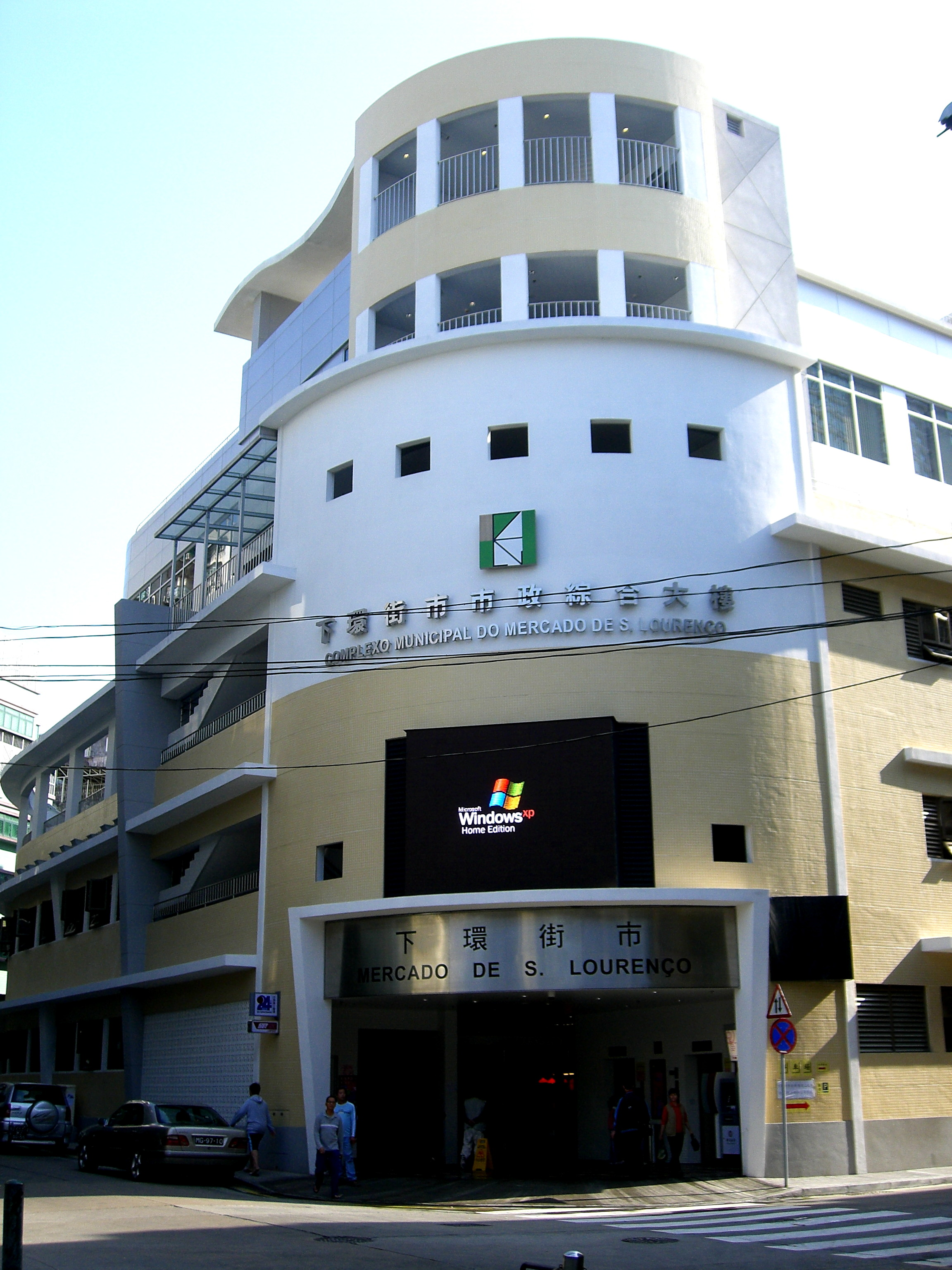
Edifício do Complexo Municipal do Mercado de São Lourenço.